# Bathysa bracteosa
Bathysa bracteosa är en måreväxtart som först beskrevs av Hugh Algernon Weddell, och fick sitt nu gällande namn av Piero G. Delprete. Bathysa bracteosa ingår i släktet Bathysa och familjen måreväxter. Inga underarter finns listade i Catalogue of Life.